# Places That Don't Exist
 (juin 2014).
 (juillet 2016).
Si vous disposez d'ouvrages ou d'articles de référence ou si vous connaissez des sites web de qualité traitant du thème abordé ici, merci de compléter l'article en donnant les références utiles à sa vérifiabilité et en les liant à la section « Notes et références ».
Holidays in the Danger Zone : Places That Don't Exist est une série de BBC Four en 5 épisodes sur les pays séparés et les nations non reconnues. La série a été conçue, écrite et présentée par Simon Reeve (en).
Cette série a mené Reeve vers des régions peu connues comme le Somaliland, reconnu comme étant une partie de la Somalie; la Transnistrie, région séparatiste de la Moldavie; Taïwan; le Haut-Karabagh, tiraillé entre l'Arménie et l'Azerbaïdjan; l'Adjarie, l'Abkhazie et l'Ossétie du Sud, toutes trois théoriquement géorgiennes.
La série fut diffusée sur BBC Two en mai 2005.
- Episode 1: Somaliland
- Episode 2: Transnistrie
- Episode 3: République de Chine (Taïwan)
- Episode 4: Ossétie du Sud
- Episode 5: Haut-Karabagh

Ce programme reçut un prix mondial en juin 2005 pour la chronique la plus populaire.